# Live in Studio
«Live in Studio» — сборник российской хеви-метал-группы «Ария», вышедший 1 апреля 2012 года.

## История создания
6 марта 2012 года на km.ru появилась новость, что релиз нового альбома группы должен состояться в начале апреля. Уже тогда стал известен список композиций альбома.
Позже на официальном сайте группы было объявлено, что альбом выйдет 1 апреля и что в этот же день состоится автограф-сессия, посвящённая выпуску релиза.
28 марта 2012 года, за 4 дня до официального релиза, в интернете появилась полная версия альбома.
13 апреля 2012 года на сайте интернет-издания Lenta был опубликован рейтинг продаж за последние две недели, в котором альбом Live in Studio занял 9-е место.
31 декабря 2012 года в качестве новогоднего подарка группой была выложена в Интернет песня «Ночь короче дня», которая ранее была доступна только на iTunes Deluxe версии данного альбома.

## Музыканты об альбоме
Владимир Холстинин:
Мы готовили концертную программу тура „Феникс“ у нас на студии и решили записывать эти репетиции. Всем было интересно, как Михаил споет старые песни. Прослушав записи, мы решили их не стирать, а немного подредактировать и выпустить на диске. На этих репетициях царила дружеская атмосфера, полная энтузиазма и надежд, и мы хотим поделиться с вами этими ощущениями!
Виталий Дубинин:
За последние полгода мы дали огромное количество всевозможных интервью и, практически, в каждом нам задавали вопрос о перезаписи старых песен с Михаилом. Выход этого диска - это ответ на все эти вопросы и, я думаю, настоящий подарок для „истинных арийцев“!
Михаил Житняков:
Несмотря на то, что эти песни были у меня „на слуху“ и многие из них ранее мною исполнялись, спеть их „живьём“ в студии было непросто… Но очень интересно, и я очень рад выходу этого диска!

## Список композиций
Все тексты написаны Маргаритой Пушкиной, если не указано другое.
| №   | Название                                                 | Текст песни    | Музыка                         | Длительность |
| --- | -------------------------------------------------------- | -------------- | ------------------------------ | ------------ |
| 1.  | «Герой асфальта»                                         |                | Сергей Маврин, Виталий Дубинин | 5:10         |
| 2.  | «Бал у князя тьмы»                                       |                | Дубинин                        | 5:50         |
| 3.  | «Игра с огнём»                                           |                | Дубинин, Владимир Холстинин    | 9:07         |
| 4.  | «Осколок льда»                                           |                | Дубинин                        | 5:28         |
| 5.  | «Колизей»                                                | Александр Елин | Холстинин                      | 6:16         |
| 6.  | «Кровь за кровь»                                         |                | Дубинин, Холстинин             | 7:48         |
| 7.  | «Обман»                                                  |                | Дубинин, Холстинин             | 5:27         |
| 8.  | «Штиль»                                                  |                | Дубинин                        | 6:07         |
| 9.  | «Палач»                                                  |                | Холстинин                      | 8:26         |
| 10. | «Улица роз»                                              |                | Дубинин                        | 6:04         |
| 11. | «Ангельская пыль»                                        |                | Дубинин, Холстинин             | 5:53         |
| 12. | «Небо тебя найдёт»                                       | Елин           | Холстинин                      | 5:54         |
| 13. | «Ночь короче дня» (бонус-трек на iTunes, Deluxe Version) |                | Дубинин, Холстинин             | 7:22         |

## Участники записи
- Михаил Житняков — вокал
- Владимир Холстинин — гитара, акустическая гитара
- Виталий Дубинин — бас-гитара, клавишные, гитара, бэк-вокал
- Сергей Попов — гитара
- Максим Удалов — ударные